# Copa Mundial de Hockey Femenino de 2022
La XV Copa Mundial de Hockey Femenino se celebró en conjuntamente en Tarrasa (España) y Amstelveen (Países Bajos) entre el 1 y el 17 de julio de 2022 bajo la organización de la Federación Internacional de Hockey (FIH), la Real Federación Española de Hockey y la Real Federación Neerlandesa de Hockey.
Los partidos se realizaron en el Estadio Olímpico de Tarrasa y en el Estadio Wagener de Amstelveen. Compitieron en el campeonato 16 selecciones nacionales afiliadas a la FIH por el título mundial, cuyo anterior portador era el equipo de los Países Bajos, ganador del Mundial de 2018.
El equipo de los Países Bajos conquistó su noveno título mundial al vencer en la final al equipo de Argentina con un marcador de 3-1. El conjunto de Australia ganó la medalla de bronce en el partido por el tercer puesto contra el equipo de Alemania.

## Sedes
| Foto | Grupo             | Ciudad                     | Instalación                 |
| ---- | ----------------- | -------------------------- | --------------------------- |
|      | A, B y fase final | Amstelveen ( Países Bajos) | Estadio Wagener             |
|      | C, D y fase final | Tarrasa ( España)          | Estadio Olímpico de Tarrasa |

## Clasificación
| Competición                     | Fecha                      | Sede                         | Plazas | Equipos clasificados            |
| ------------------------------- | -------------------------- | ---------------------------- | ------ | ------------------------------- |
| Países anfitriones              | –                          | –                            | 2      | España Países Bajos             |
| Campeonato Europeo              | 5 – 13 de junio de 2021    | Amstelveen · ( Países Bajos) | 3      | Alemania Bélgica Inglaterra     |
| Torneo europeo de clasificación | 21 – 24 de octubre de 2021 | Pisa · ( Italia)             | 1      | Irlanda                         |
| Campeonato Africano             | 17 – 23 de enero de 2022   | Acra ( Ghana)                | 1      | Sudáfrica                       |
| Copa Panamericana               | 19 – 29 de enero de 2022   | Santiago · ( Chile)          | 3      | Argentina Chile Canadá          |
| Campeonato Asiático             | 21 – 28 de enero de 2022   | Mascate ( Omán)              | 4      | Japón Corea del Sur India China |
| Copa de Oceanía                 | Cancelado                  | –                            | 2      | Australia Nueva Zelanda         |
| TOTAL                           |                            |                              | 16     | 16                              |

## Grupos
| Grupo A      | Grupo B       | Grupo C       | Grupo D   |
| ------------ | ------------- | ------------- | --------- |
| Países Bajos | Inglaterra    | Argentina     | Australia |
| Alemania     | Nueva Zelanda | España        | Bélgica   |
| Irlanda      | India         | Corea del Sur | Japón     |
| Chile        | China         | Canadá        | Sudáfrica |

## Primera fase
- Todos los partidos en la hora local de España/Países Bajos (UTC+2).

El primero de cada grupo pasa directamente a los cuartos de final; el segundo y el tercero disputan primero una clasificación para los cuartos de final.

### Grupo A
| Equipo       | J | G | E | P | GF | GC | DG | PTS |
| ------------ | - | - | - | - | -- | -- | -- | --- |
| Países Bajos | 3 | 3 | 0 | 0 | 11 | 3  | +8 | 9   |
| Alemania     | 3 | 2 | 0 | 1 | 8  | 4  | +4 | 6   |
| Chile        | 3 | 1 | 0 | 2 | 3  | 7  | -4 | 3   |
| Irlanda      | 3 | 0 | 0 | 3 | 1  | 9  | -8 | 0   |

- Resultados

| Fecha | Hora  | Partido¹     | Partido¹ | Partido¹     | Resultado |
| ----- | ----- | ------------ | -------- | ------------ | --------- |
| 02.07 | 16:30 | Alemania     | -        | Chile        | 4-1       |
| 02.07 | 19:30 | Países Bajos | -        | Irlanda      | 5-1       |
| 03.07 | 19:30 | Alemania     | -        | Países Bajos | 1-3       |
| 05.07 | 14:00 | Irlanda      | -        | Chile        | 0-1       |
| 06.07 | 16:30 | Irlanda      | -        | Alemania     | 0-3       |
| 06.07 | 19:30 | Países Bajos | -        | Chile        | 3-1       |

- (¹) – Todos en Amstelveen.

### Grupo B
| Equipo        | J | G | E | P | GF | GC | DG | PTS |
| ------------- | - | - | - | - | -- | -- | -- | --- |
| Nueva Zelanda | 3 | 2 | 1 | 0 | 9  | 6  | +3 | 7   |
| Inglaterra    | 3 | 1 | 1 | 1 | 4  | 4  | 0  | 4   |
| India         | 3 | 0 | 2 | 1 | 5  | 6  | -1 | 2   |
| China         | 3 | 0 | 2 | 1 | 3  | 5  | -2 | 2   |

- Resultados

| Fecha | Hora  | Partido¹      | Partido¹ | Partido¹      | Resultado |
| ----- | ----- | ------------- | -------- | ------------- | --------- |
| 02.07 | 14:00 | Nueva Zelanda | -        | China         | 2-2       |
| 03.07 | 16:30 | Inglaterra    | -        | India         | 1-1       |
| 05.07 | 16:30 | India         | -        | China         | 1-1       |
| 05.07 | 19:30 | Nueva Zelanda | -        | Inglaterra    | 3-1       |
| 07.07 | 16:30 | Inglaterra    | -        | China         | 2-0       |
| 07.07 | 19:30 | India         | -        | Nueva Zelanda | 3-4       |

- (¹) – Todos en Amstelveen.

### Grupo C
| Equipo        | J | G | E | P | GF | GC | DG  | PTS |
| ------------- | - | - | - | - | -- | -- | --- | --- |
| Argentina     | 3 | 3 | 0 | 0 | 15 | 2  | +13 | 9   |
| España        | 3 | 2 | 0 | 1 | 9  | 6  | +3  | 6   |
| Corea del Sur | 3 | 1 | 0 | 2 | 4  | 10 | -6  | 3   |
| Canadá        | 3 | 0 | 0 | 3 | 4  | 14 | -10 | 0   |

- Resultados

| Fecha | Hora  | Partido¹      | Partido¹ | Partido¹      | Resultado |
| ----- | ----- | ------------- | -------- | ------------- | --------- |
| 01.07 | 21:30 | España        | -        | Canadá        | 4-1       |
| 02.07 | 18:00 | Argentina     | -        | Corea del Sur | 4-0       |
| 03.07 | 18:00 | Corea del Sur | -        | Canadá        | 3-2       |
| 03.07 | 21:30 | España        | -        | Argentina     | 1-4       |
| 07.07 | 18:00 | Argentina     | -        | Canadá        | 7-1       |
| 07.07 | 21:30 | Corea del Sur | -        | España        | 1-4       |

- (¹) – Todos en Tarrasa.

### Grupo D
| Equipo    | J | G | E | P | GF | GC | DG | PTS |
| --------- | - | - | - | - | -- | -- | -- | --- |
| Australia | 3 | 3 | 0 | 0 | 6  | 1  | +5 | 9   |
| Bélgica   | 3 | 2 | 0 | 1 | 7  | 3  | +4 | 6   |
| Sudáfrica | 3 | 0 | 1 | 2 | 5  | 9  | -4 | 1   |
| Japón     | 3 | 0 | 1 | 2 | 3  | 8  | -5 | 1   |

- Resultados

| Fecha | Hora  | Partido¹  | Partido¹ | Partido¹  | Resultado |
| ----- | ----- | --------- | -------- | --------- | --------- |
| 02.07 | 21:30 | Australia | -        | Japón     | 2-0       |
| 03.07 | 15:00 | Bélgica   | -        | Sudáfrica | 4-1       |
| 05.07 | 18:00 | Japón     | -        | Sudáfrica | 3-3       |
| 05.07 | 21:30 | Bélgica   | -        | Australia | 0-2       |
| 06.07 | 18:00 | Japón     | -        | Bélgica   | 0-3       |
| 06.07 | 21:30 | Australia | -        | Sudáfrica | 2-1       |

- (¹) – Todos en Tarrasa.

## Fase final
- Todos los partidos en la hora local de España/Países Bajos (UTC+2).

|  | Clasif. a cuartos | Clasif. a cuartos |            |           | Cuartos de final | Cuartos de final |           |              | Semifinales  | Semifinales |  |  | Final       | Final       |
|  | 9 y 10 de julio   | 9 y 10 de julio   |            |           | 12 y 13 de julio | 12 y 13 de julio |           |              | 16 de julio  | 16 de julio |  |  | 17 de julio | 17 de julio |
|  |                   |                   |            |           |                  |                  |           |              |              |             |  |  |             |             |
|  |                   |                   |            |           |                  |                  |           |              |              |             |  |  |             |             |
|  |                   |                   |            |           |                  |                  |           |              |              |             |  |  |             |             |
|  | Países Bajos      | 2                 |            |           |                  |                  |           |              |              |             |  |  |             |             |
|  | Países Bajos      | 2                 | Bélgica    | 5         |                  |                  |           |              |              |             |  |  |             |             |
|  |                   | Bélgica           | Bélgica    | 5         | 1                |                  |           |              |              |             |  |  |             |             |
|  | Chile             | Bélgica           | 0          |           | 1                | Países Bajos     | 1         |              |              |             |  |  |             |             |
|  | Chile             |                   | 0          |           |                  | Países Bajos     | 1         |              |              |             |  |  |             |             |
|  |                   |                   |            | Australia | 0                |                  |           |              |              |             |  |  |             |             |
|  | Australia         | 2                 |            | Australia | 0                |                  |           |              |              |             |  |  |             |             |
|  | Australia         | 2                 | España     | 1         |                  |                  |           |              |              |             |  |  |             |             |
|  |                   | España            | España     | 1         | 0                |                  |           |              |              |             |  |  |             |             |
|  | India             | España            | 0          |           | 0                | Países Bajos     | 3         |              |              |             |  |  |             |             |
|  | India             |                   | 0          |           |                  | Países Bajos     | 3         |              |              |             |  |  |             |             |
|  |                   |                   |            | Argentina | 1                |                  |           |              |              |             |  |  |             |             |
|  | Nueva Zelanda     | 0                 |            | Argentina | 1                |                  |           |              |              |             |  |  |             |             |
|  | Nueva Zelanda     | 0                 | Alemania   | 1         |                  |                  |           |              |              |             |  |  |             |             |
|  |                   | Alemania          | Alemania   | 1         | 1                |                  |           |              |              |             |  |  |             |             |
|  | Sudáfrica         | Alemania          | 0          |           | 1                | Alemania         | 2 (2)     | Tercer lugar | Tercer lugar |             |  |  |             |             |
|  | Sudáfrica         |                   | 0          |           |                  | Alemania         | 2 (2)     | Tercer lugar | Tercer lugar |             |  |  |             |             |
|  |                   |                   |            | Argentina | 2 (4) P          |                  |           |              |              |             |  |  |             |             |
|  | Argentina         | 1                 |            | Argentina | 2 (4) P          |                  |           |              |              |             |  |  |             |             |
|  | Argentina         | 1                 | Inglaterra | 5         |                  |                  | Australia | 2            |              |             |  |  |             |             |
|  |                   | Inglaterra        | Inglaterra | 5         | 0                |                  | Australia | 2            |              |             |  |  |             |             |
|  | Corea del Sur     | Inglaterra        | 0          |           | 0                | Alemania         | 1         |              |              |             |  |  |             |             |
|  | Corea del Sur     |                   | 0          |           |                  | Alemania         | 1         |              |              |             |  |  |             |             |

### Clasificación a cuartos de final
| Fecha | Hora  | Partido¹   | Partido¹ | Partido¹      | Resultado |
| ----- | ----- | ---------- | -------- | ------------- | --------- |
| 09.07 | 17:00 | Alemania   | -        | Sudáfrica     | 1-0       |
| 09.07 | 19:30 | Bélgica    | -        | Chile         | 5-0       |
| 10.07 | 18:00 | Inglaterra | -        | Corea del Sur | 5-0       |
| 10.07 | 21:30 | España     | -        | India         | 1-0       |

- (¹) – Los primeros dos en Amstelveen y los otros dos en Tarrasa.

### Cuartos de final
| Fecha | Hora  | Partido¹      | Partido¹ | Partido¹   | Resultado |
| ----- | ----- | ------------- | -------- | ---------- | --------- |
| 12.07 | 17:00 | Nueva Zelanda | -        | Alemania   | 0-1       |
| 12.07 | 19:30 | Países Bajos  | -        | Bélgica    | 2-1       |
| 13.07 | 19:00 | Argentina     | -        | Inglaterra | 1-0       |
| 13.07 | 21:30 | Australia     | -        | España     | 2-0       |

- (¹) – Los primeros dos en Amstelveen y los otros dos en Tarrasa.

### Semifinales
| Fecha | Hora  | Partido¹     | Partido¹ | Partido¹  | Resultado   |
| ----- | ----- | ------------ | -------- | --------- | ----------- |
| 16.07 | 18:30 | Países Bajos | -        | Australia | 1-0         |
| 16.07 | 21:30 | Alemania     | -        | Argentina | 2-2 P (2-4) |

- (¹) – Ambos en Tarrasa.

### Tercer lugar
| Fecha | Hora  | Partido¹  | Partido¹ | Partido¹ | Resultado |
| ----- | ----- | --------- | -------- | -------- | --------- |
| 17.07 | 18:30 | Australia | -        | Alemania | 2-1       |

- (¹) – En Tarrasa.

### Final
| Fecha | Hora  | Partido¹     | Partido¹ | Partido¹  | Resultado |
| ----- | ----- | ------------ | -------- | --------- | --------- |
| 17.07 | 21:30 | Países Bajos | -        | Argentina | 3-1       |

- (¹) – En Tarrasa.

## Medallero
| Países Bajos | Argentina | Australia |
| Felice Albers Joosje Burg Margot van Geffen Eva de Goede Yibbi Jansen Marloes Keetels Josine Koning Sanne Koolen Renée van Laarhoven Frédérique Matla Freeke Moes Laura Nunnink Sabine Plönissen Lisa Post Pien Sanders Anne Veenendaal Maria Verschoor Xan de Waard Lidewij Welten | Agustina Albertarrio Agostina Alonso Clara Barberi Sofía Cairó Jimena Cedrés Valentina Costa María Forcherio Agustina Gorzelany María José Granatto Victoria Granatto Julieta Jankunas Valentina Marcucci Daiana Pacheco Valentina Raposo Rocío Sánchez Victoria Sauze Belén Succi Delfina Thome Sofía Toccalino Eugenia Trinchinetti | Jocelyn Bartram Jane Claxton Claire Colwill Hannah Cullum-Sanders Madison Fitzpatrick Rebecca Greiner Greta Hayes Stephanie Kershaw Amy Lawton Ambrosia Malone Kaitlin Nobbs Aleisha Power Harriet Shand Karri Somerville Penny Squibb Grace Stewart Renee Taylor Shanea Tonkin Mariah Williams Georgia Wilson |
| Jamilon Mülders (seleccionador) | Fernando Ferrara (seleccionador) | Katrina Powell (seleccionador) |

## Estadísticas

### Clasificación general
| 1. Países Bajos   |
| 2. Argentina      |
| 3. Australia      |
| 4. Alemania       |
| 5. Nueva Zelanda  |
| 6. Bélgica        |
| 7. España         |
| 8. Inglaterra     |
| 9. China          |
| 9. India          |
| 11. Irlanda       |
| 11. Japón         |
| 13. Chile         |
| 13. Corea del Sur |
| 15. Canadá        |
| 15. Sudáfrica     |

### Máximas goleadoras
| Núm. | Nombre                 | Selección     | Goles |
| ---- | ---------------------- | ------------- | ----- |
| 1    | Agustina Gorzelany     | Argentina     | 8     |
| 2    | Stéphanie Vanden Borre | Bélgica       | 6     |
| 3    | Charlotte Englebert    | Bélgica       | 4     |
| 3    | Frédérique Matla       | Países Bajos  | 4     |
| 3    | Charlotte Stapenhorst  | Alemania      | 4     |
| 6    | Giselle Ansley         | Inglaterra    | 3     |
| 6    | Begoña García Grau     | España        | 3     |
| 6    | Victoria Granatto      | Argentina     | 3     |
| 6    | Vandana Katariya       | India         | 3     |
| 6    | Nike Lorenz            | Alemania      | 3     |
| 6    | Olivia Merry           | Nueva Zelanda | 3     |
| 6    | Maria Verschoor        | Países Bajos  | 3     |

Fuente: 